# Ducto tireoglosso
O ducto tireoglosso é uma estrutura anatômica embriológica que forma a conexão entre a área inicial de desenvolvimento da glândula tireóide e a sua posição final.